# 肯·马修斯
肯·马修斯（英語：Ken Matthews，1934年6月21日—2019年6月2日），英国男子田径运动员。他曾代表英国参加1960年和1964年夏季奥林匹克运动会田径比赛，其中1964年奥运会获得一枚金牌。